# 佛兰德伯爵
佛兰德伯爵（荷蘭語：Graaf van Vlaanderen）是中世纪欧洲一个独立的封建领地佛兰德伯国的领主的称号。该伯国大致相当于现代的荷兰南部、比利时及法国北部的某些省份。
佛兰德领地的统治者早期曾拥有藩侯的头衔，但从12世纪开始此头衔就不再使用了。历代佛兰德伯爵努力抵制法国国王的过度影响，并通过巧妙的外交和联姻手段，逐渐扩大了自己的统治区域。埃諾、那慕尔、贝蒂讷、讷韦尔、欧塞尔和勒泰勒等大小领地，先后被佛兰德伯国兼并。
結果連佛兰德伯国自身，也遭受被聯姻兼併的命運：1369年，法蘭德斯领地女继承人瑪格麗特三世与勃艮第公爵菲利普二世结婚，法蘭德斯遂并入勃艮第公国。

## 佛蘭德家族
- 博杜安一世（864年-879年）
- 博杜安二世（879年-918年）
- 阿尔诺一世（918年-964年）
- 博杜安三世（958年-962年）
- 阿尔诺二世（964年-988年）
- 博杜安四世（988年-1037年）
- 博杜安五世（1037年-1067年）
- 博杜安六世（1067年-1070年）
- 阿努爾夫三世（1070年-1071年）
- 羅貝爾一世（1071年-1093年）
- 羅貝爾二世（1093年-1111年）
- 博杜安七世（1111年-1119年）
- 查理一世（1119年-1127年）
- 纪尧姆·克利顿（1127年-1128年）

## 阿尔萨斯王朝
- 蒂耶德里克 (1128年-1168年)
- 菲利普 (1168年-1191年)
- 瑪格麗特一世 (1191年-1194年)

## 埃诺王朝
- 博杜安八世 (1191年–1195年)
- 博杜安九世 (1195年-1205年)
- 讓娜 (1205年-1244年)
- 費迪南德（英语：Ferdinand, Count of Flanders） (1212年-1233年)
- 托馬索二世 (1237年-1244年)
- 瑪格麗特二世 (1244年-1278年)

## 当皮埃尔王朝
- 當皮埃爾的居伊 (1252年-1305年)
- 羅布雷希特三世 (1305年-1322年)
- 路易一世 (1322年-1346年)
- 路易二世 (1346年-1384年)
- 瑪格麗特三世 (1384年-1405年) 嫁给勃艮第公爵菲利普二世

## 瓦卢瓦王朝
- 勇敢的菲利普 (1383-1404)
- 无畏的约翰 (1405-1419)
- 好人菲利普 (1419-1467)
- 大胆的查理 (1467-1477)
- 勃艮第的玛丽 (1477-1482)

## 哈布斯堡王朝
- 最後的騎士马克西米连 (1477-1482)，瑪麗的丈夫與妻子共治
- 美男子腓力(1482-1506)
- 奧地利的查理(1506-1555)，廣大領地的主人
- 謹慎的菲利普(1555-1598)，巨大遺產的繼承者